# Шапировский, Яков Борисович
Яков Борисович Шапировский (1909—1987) — советский специалист в области ТВ-техники и радиолокации, лауреат Сталинской премии (1949).

## Биография
Родился 11 (24) декабря 1909 года в городе Смела (Черкасский уезд Киевской губернии).
Работал электромонтёром в мастерских электропрофшколы в Одессе (1928—1929), радиомонтером и радиотехником в Центральных мастерских Нижневолжского Управления связи в Саратове (1929—1931), монтёром на Одесском госмаслозаводе (1931—1932), радиотехником-конструктором лаборатории телевидения Московского радиотрансляционного узла (1932—1934).
В 1932 году вместе с А. И. Корчмаром изготовил телекинокамеру (телекинопередатчик) МРТУ с диском Нипкова для механического телевидения разложением на 30 строк.
С 1934 года — радиотехник-конструктор в московском Научно-исследовательском институте Народного комиссариата связи СССР. Одновременно учился и в 1937 году окончил Московский энергетический институт, после чего до 1939 года работал инженером в московском тресте «Радиострой».
В 1939 году стал первым начальником аппаратно-студийного блока Московского телевизионного центра (АСБ МТЦ) на Шаболовке. Занимался проектированием, строительством и монтажом систем механического и электронного телевещания, разработкой и усовершенствованием звукозаписывающей аппаратуры. В том же году был призван в РККА и назначен старшим радиотехником батальона Гомельской авиабригады; затем прикомандирован к Проектсвязьстрою, был начальником сектора телевидения и звукофиксации Дворца советов СССР.
Во время Великой Отечественной войны с 1941 года служил на поезде связи НКО, был начальником штаба части. В 1944 году отозван из армии для создания радиолокационных систем; направлен в Центральное конструкторское бюро ЦКБ-17, где руководил лабораторией; затем был ведущим конструктором, главным конструктором радиолокационных комплексов «Кобальт» и «Рубидий» для самолёта Ту-4. В 1956—1957 годах — научный руководитель НИР «Комплекс-1» (исследования возможности создания комплексного радиотехнического оборудования стратегических и дальних бомбардировщиков). Был участником опытно-конструкторских работ по созданию радиолокационных станций «Коршун», «Изумруд» для самолёта МиГ-17П; заместителем главного конструктора по теме «Бортовой комплекс всепогодной радиолокационной разведки „Чайка“ для системы космической разведки и целеуказания».
В 1984 году вышел на пенсию.
Получил 12 авторских свидетельств на изобретения. Лауреат Сталинской премии за 1948 год — за создание новой аппаратуры, в составе коллектива: Яков Борисович Шапировский (руководитель работ), Александр Ильич Корчмар (инженер) и Гедалий Моисеевич Кунявский (инженер). Награждён орденом Отечественной войны II-й степени (1985).
Умер 12 июля 1986 года. Похоронен на Востряковском кладбище (уч. 43).